# On-line a off-line
Termíny on-line a off-line (též online a offline – v češtině je na rozdíl od angličtiny častější forma se spojovníkem) označují v oblasti počítačových technologií a telekomunikací stav připojení k síti, zpravidla k internetu. „On-line“ indikuje stav připojení, resp. obsah dostupný na internetu, naopak „off-line“ značí odpojení od internetu, resp. obsah dostupný i bez připojení.

## V běžné řeči
Tyto koncepty, nicméně, vznikly jako rozšíření z jejich významů z počítačové a telekomunikační domény do oblasti lidské interakce a konverzace, tak, že i „off-line“ může být použit na zdůraznění kontrastu proti běžnému použití slova „on-line“, například:
- Koupil jsem to off-line (šel jsem do kamenné prodejny).
- Setkal jsem se se svými off-line kamarády.
- Mikrospánek je prevít – myslíš si, že jsi on-line, ale nejsi.

O přenosu tzv. v reálném čase hovoříme, můžeme-li slyšet, nebo vidět jev (např. zvuk, či obraz), od kterého jsme vzdáleni tak, abychom jej právě nevnímali. Reálný čas zde nelze brát doslova, jelikož přenosová cesta vykazuje ztráty, při kterých se přenos zpozdí. Reálného času lze využít při přímých on-line přenosech.

## Standardní definice
V oblasti počítačů a telekomunikací jsou termíny on-line a off-line definovány dokumentem Federal Standard 1037C jako stavy zařízení, vybavení nebo tzv. funkční jednotky, kdy – aby toto zařízení nebo jednotku bylo možno považovat, že je ve stavu on-line – musí být splněna jedna z těchto podmínek:
- je pod přímou kontrolou (ovládáním) jiného zařízení nebo systému, s kterým je asociována
- je dostupná pro bezprostřední použití na žádost systému bez lidské intervence (tj. je schopno případné příkazy vykonat samo, aniž by musel zasahovat člověk)
- je připojeno k systému a je operativní
- funkční a připravena k službě

V kontrastu s tím, pro zařízení, které je ve stavu off-line, neplatí žádné z těchto kritérií (např. je bez přívodu energie či je tento odpojen, anebo je v úsporném režimu či zcela vypnuto).
Zařízení, která mohou být on-line nebo off-line, nemusí být nutně spjato s internetem – může jít o jakékoli zařízení, které lze ovládat pomocí jiného zařízení bez lidské intervence – z tohoto titulu do nich mohou patřit třeba poplašná zařízení, vytápění, klimatizace…, která lze vzdáleně (de)aktivovat či jinak ovládat; stejně jako třeba profesionální studiové fotografické blesky, které lze nastavit tak, že se spustí na signál z fotoaparátu; některá záznamová média, schopná nahrávat v režimu „slave – master“; nebo třeba kamera, napojená do CCTV okruhu.

## Frekventovaná spojení

### Spojení s on-line
- On-line časopis nebo online médium obecně – časopis (nebo jiné médium), vydávané na internetu. Téměř vždy využívá výhody tohoto prostředí, např. pro diskuze, ankety, a další, k získávání okamžité zpětné vazby.
- On-line manažer nebo online manager obecně – Online hra hraná pomocí internetového prohlížeče, zaměřená na ekonomiku a rozvoj.
- On-line podpora – podpora (například k e-shopu nebo ke konkrétní službě), uskutečňovaná přes internet, ICQ či jiné instant messaging zařízení
- On-line přenos – odpovídá nahrávání, ve kterém je jedno přehrávací/záznamové zařízení nastaveno jako „master“ a jiné (nebo jiná) ve stavu „slave“ (doslova pán a otrok). „Master“ při tomto přenosu řídí jeho synchronizaci, které se „slave“ musí podrobit. Technické řešení se různí podle typu přenosu (může být paralelní i sériové, řízené nějakým hodinovým cyklem určité frekvence nebo signály pro poslání další nebo zopakování stávající dávky dat).

### Spojení s off-line
- Off-line browsing – je forma procházení stránek, které internetový prohlížeč přijal a zobrazil ve stavu on-line a (v souladu se svým nastavením) je uložil pro procházení, ve kterém připojení k internetu není nutné.
- Off-line pošta či off-line mail – téměř všechny poštovní programy si ukládají přijaté zprávy na úložné místo, aby je svým uživatelům mohly poskytnout, i když zrovna nejsou připojeni k internetu.
- Off-line střih – střih (střihová skladba) filmu nebo obecně audiovizuálního dokumentu, která neprochází standardní produkční cestou
- Off-line úložné zařízení – počítačové zařízení nebo médium, které není pod kontrolou jiného zařízení
- Off-line programování robotického systému – nejdříve proběhne definice pozic a pohybů robota, který pak instrukce přesně následuje